# Bahnstrecke Meuselwitz–Ronneburg
| Ausschnitt der Streckenkarte Sachsens 1902 |                                          |                                                   |                                                   |
| Streckennummer (DB): | 6661; sä. MR                             |                                                   |                                                   |
| Kursbuchstrecke: | 145m (1934) 172h (1944, 1946) 552 (1968) |                                                   |                                                   |
| Streckenlänge: | 27,15 km                                 |                                                   |                                                   |
| Spurweite: | 1435 mm (Normalspur)                     |                                                   |                                                   |
| Maximale Neigung: | 17 ‰                                     |                                                   |                                                   |
| Minimaler Radius: | 300 m                                    |                                                   |                                                   |
| |                                          |                                                   |                                                   |
| \| \| \| von Zeitz \| \| \| \| 0,00 \| Meuselwitz \| Meuselwitz \| \| \| \| nach Markkleeberg-Gaschwitz \| \| \| \| \| nach Altenburg \| \| \| \| 4,70 \| Großröda \| Großröda \| \| \| 7,65 \| Starkenberg \| Starkenberg \| \| \| 0,00 \| Kayna \| Kayna \| \| \| 2,00 9,75 \| \| \| \| \| 4,00 11,80 \| Dobitschen \| Dobitschen \| \| \| 6,80 14,59 \| Lumpzig \| Lumpzig \| \| \| 9,30 17,05 \| Reichstädt \| Reichstädt \| \| \| \| \| \| \| \| 11,80 19,50 \| Kilometrierungswechsel, ehem. Anschlussbahngrenze \| Kilometrierungswechsel, ehem. Anschlussbahngrenze \| \| \| \| \| \| \| \| 20,22 \| Großenstein (Kr Gera) \| Großenstein (Kr Gera) \| \| \| \| nach Drosen (Wismut-Werkbahn) \| \| \| \| 23,61 \| Beerwalde (Kr Schmölln) \| Beerwalde (Kr Schmölln) \| \| \| \| Bundesautobahn 4 \| \| \| \| 25,00 \| Anschlussbahngrenze \| Anschlussbahngrenze \| \| \| \| von Gößnitz \| \| \| \| 25,44 \| Raitzhain (Abzw, ehem. Bf) \| Raitzhain (Abzw, ehem. Bf) \| \| \| \| nach Seelingstädt (Wismut-Werkbahn) \| \| \| \| 27,15 \| Ronneburg \| Ronneburg \| \| \| \| nach Gera-Debschwitz \| \| |                                          |                                                   |                                                   |
| Strecke |                                          | von Zeitz                                         | von Zeitz                                         |
| Dienststation / Betriebs- oder Güterbahnhof | 0,00                                     | Meuselwitz                                        | Meuselwitz                                        |
| Abzweig geradeaus und ehemals nach links |                                          | nach Markkleeberg-Gaschwitz                       | nach Markkleeberg-Gaschwitz                       |
| Abzweig ehemals geradeaus und nach links |                                          | nach Altenburg                                    | nach Altenburg                                    |
| Bahnhof (Strecke außer Betrieb) | 4,70                                     | Großröda                                          | Großröda                                          |
| Haltepunkt / Haltestelle (Strecke außer Betrieb) | 7,65                                     | Starkenberg                                       | Starkenberg                                       |
| Betriebs-/Güterbahnhof Streckenanfang · Strecke (außer Betrieb) | 0,00                                     | Kayna                                             | Kayna                                             |
| Strecke nach links · Abzweig ehemals geradeaus und von rechts | 2,00 9,75                                |                                                   |                                                   |
| ehemaliger Bahnhof | 4,00 11,80                               | Dobitschen                                        | Dobitschen                                        |
| ehemaliger Haltepunkt / Haltestelle | 6,80 14,59                               | Lumpzig                                           | Lumpzig                                           |
| ehemaliger Haltepunkt / Haltestelle | 9,30 17,05                               | Reichstädt                                        | Reichstädt                                        |
| |                                          |                                                   |                                                   |
| Kilometer-Wechsel | 11,80 19,50                              | Kilometrierungswechsel, ehem. Anschlussbahngrenze | Kilometrierungswechsel, ehem. Anschlussbahngrenze |
| |                                          |                                                   |                                                   |
| Dienststation / Betriebs- oder Güterbahnhof | 20,22                                    | Großenstein (Kr Gera)                             | Großenstein (Kr Gera)                             |
| Abzweig geradeaus, ehemals nach links und ehemals von links |                                          | nach Drosen (Wismut-Werkbahn)                     | nach Drosen (Wismut-Werkbahn)                     |
| ehemaliger Bahnhof | 23,61                                    | Beerwalde (Kr Schmölln)                           | Beerwalde (Kr Schmölln)                           |
| Strecke mit Straßenbrücke |                                          | Bundesautobahn 4                                  | Bundesautobahn 4                                  |
| Wechsel des Eisenbahninfrastrukturunternehmens | 25,00                                    | Anschlussbahngrenze                               | Anschlussbahngrenze                               |
| Abzweig geradeaus und von links |                                          | von Gößnitz                                       | von Gößnitz                                       |
| Blockstelle | 25,44                                    | Raitzhain (Abzw, ehem. Bf)                        | Raitzhain (Abzw, ehem. Bf)                        |
| Abzweig geradeaus und nach links |                                          | nach Seelingstädt (Wismut-Werkbahn)               | nach Seelingstädt (Wismut-Werkbahn)               |
| Bahnhof | 27,15                                    | Ronneburg                                         | Ronneburg                                         |
| Strecke |                                          | nach Gera-Debschwitz                              | nach Gera-Debschwitz                              |

Die Bahnstrecke Meuselwitz–Ronneburg war eine eingleisige Nebenbahn im Osten Thüringens, welche ursprünglich von den Königlich Sächsischen Staatseisenbahnen erbaut und betrieben wurde. 1972 wurde die Strecke zwischen Meuselwitz und Großenstein wegen eines Braunkohletagebaues stillgelegt. Der Abschnitt Dobitschen–Großenstein wurde 1978 wieder in Betrieb genommen und diente bis 2014 als Werkbahn der Wismut GmbH. Seit 2014 liegt die Betriebsführung für die verbliebene Gesamtstrecke bei den Starkenberger Baustoffwerken GmbH.

## Geschichte
Die Strecke wurde am 17. Oktober 1887 eröffnet. Auf Grund eines Braunkohletagebaus wurde sie zwischen Großröda und Meuselwitz im Frühjahr 1965 unterbrochen. Daraufhin wurde die Strecke am 28. Mai 1972 bis Großenstein stillgelegt und bis 1974 abgebaut. Bei Beerwalde errichtete die SDAG Wismut 1975 eine Verbindungsstrecke zum dortigen Werkbahnhof Beerwalde Gbf, über die fortan auch dreimal täglich von Montag bis Freitag Schichtarbeiterzüge von und nach Gera verkehrten. In Raitzhain konnten dank einer 1972 errichteten Personenverkehrsanlage die Kumpel aus Altenburg zusteigen.:30, 36

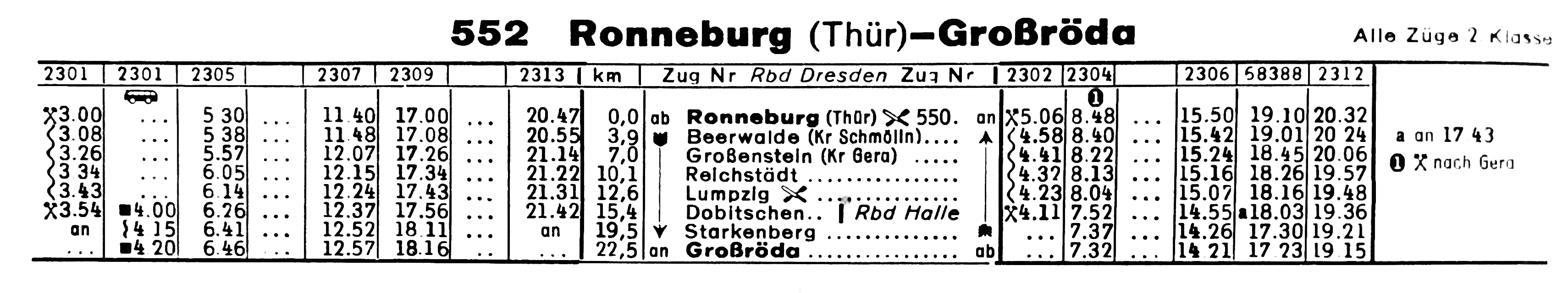
Fahrplan im Sommer 1969

Da die Wismut zum Abbau der Uran-Lagerstätten in Thüringen im Versatzabbau große Mengen Sand benötigte, wurde die Strecke ab der nördlichen Ausfahrt von Großenstein bis zum Streckenkilometer 9,75 als Werkbahn neu errichtet und nahm bereits 1978 zunächst mit provisorischer Betriebstechnik wieder ihren Betrieb auf. Bei Streckenkilometer 9,75 wurde ein etwa 2 km langer Neubau bis zur Sandgrube Kayna beim heute zu Starkenberg gehörigen Ortsteil Kraasa errichtet. Bis 1979 wurden die beiden Bahnhöfe Kayna und Großenstein sowie mehrere Halbschrankenanlagen und eine Vollschranke neu errichtet und mit damals modernster Technik ausgestattet (Gleisbildstellwerke, automatischer Streckenblock). Die Betriebsführung einschließlich der technischen Betreuung der Bahnanlagen übernahm die Wismut-Werkbahn, die auch die Fahrdienstleiter komplett stellte.:40 1979 wurde eine Verbindungskurve aus Richtung Großenstein zum Werkbahnhof Beerwalde Gbf errichtet, die einen direkten Sandzugverkehr von Kayna über Beerwalde zum Versatzwerk in Löbichau ermöglichte. Die in der zweiten Hälfte der 1970er Jahre eingebauten kieselsäurehaltigen Betonschwellen wiesen zunehmend Schäden auf und mussten ab 1984 ausgetauscht werden.:62 1989 wurde der Bahnhof Kayna auf Fernbedienung von Großenstein aus umgestellt.
Mit dem Winterfahrplan 1990/91 wurde der Arbeiterverkehr eingestellt, die Bahnhofsanlagen in Beerwalde Gbf wurden im Herbst 1997 stillgelegt und abgebrochen.:83 Bis heute wird jedoch im Tagebau Kayna Sand abgebaut und über die Strecke Kayna–Großenstein–Raitzhain transportiert. Am 26. Februar 1998 erfolgte die offizielle Einstellung des Betriebes des von der Deutschen Bahn AG übernommenen Abschnitts Großenstein–Raitzhain durch das Eisenbahn-Bundesamt und der Verkauf an die Wismut GmbH. Der Betrieb lief ohne Unterbrechung reibungslos weiter. Seit dem 1. März 2014 liegt die Betriebsführung für die Gesamtstrecke bei den Starkenberger Baustoffwerken GmbH.

## Streckenbeschreibung

### Streckenverlauf
Der heute noch betriebene Abschnitt ab Kayna liegt vollständig in Thüringen und hat mit Kayna, heute Ortsteil der Stadt Zeitz in Sachsen-Anhalt, nur dem Namen nach zu tun (die auf heutigem sachsen-anhaltischem Gebiet liegenden Teile der Sandgrube werden nicht mehr genutzt). Ab Dobitschen verläuft sie bis Lumpzig zunächst entlang der Grenze zu Sachsen-Anhalt und trifft zwischen Reichstädt und Großenstein auf den Lauf der Großensteiner Sprotte. Da sich der Abschnitt von Großenstein bis Raitzhain nach Wiederinbetriebnahme durch die Wismut-Werkbahn weiterhin in Besitz der Deutschen Reichsbahn befand, kommt es an der Einfahrt des Bahnhofes Großenstein zu einem Wechsel in der Streckenkilometrierung.
Zwischen den Stationen Großenstein (Kr Gera) und Beerwalde (Kr Schmölln) zweigte zwischen 1975 und 1997 über das Gleisdreieck Beerwalde Süd W 11–Beerwalde Nord W 22–Bf Beerwalde die von der Wismut-Werkbahn betriebene Bahnstrecke Beerwalde–Drosen ab, welche inzwischen komplett zurückgebaut wurde. Bei Raitzhain wird in einer langgezogenen Rechtskurve die Bundesautobahn 4 unterquert und die Bundesstraße 7 niveaugleich gekreuzt, bevor die Bahnstrecke Gößnitz–Gera erreicht wird. Obwohl die Strecke nur bis Raitzhain gebaut wurde (km 25,44), geht die Kilometrierung weiter bis Ronneburg (km 27,15).

### Betriebsstellen
Meuselwitz ⊙

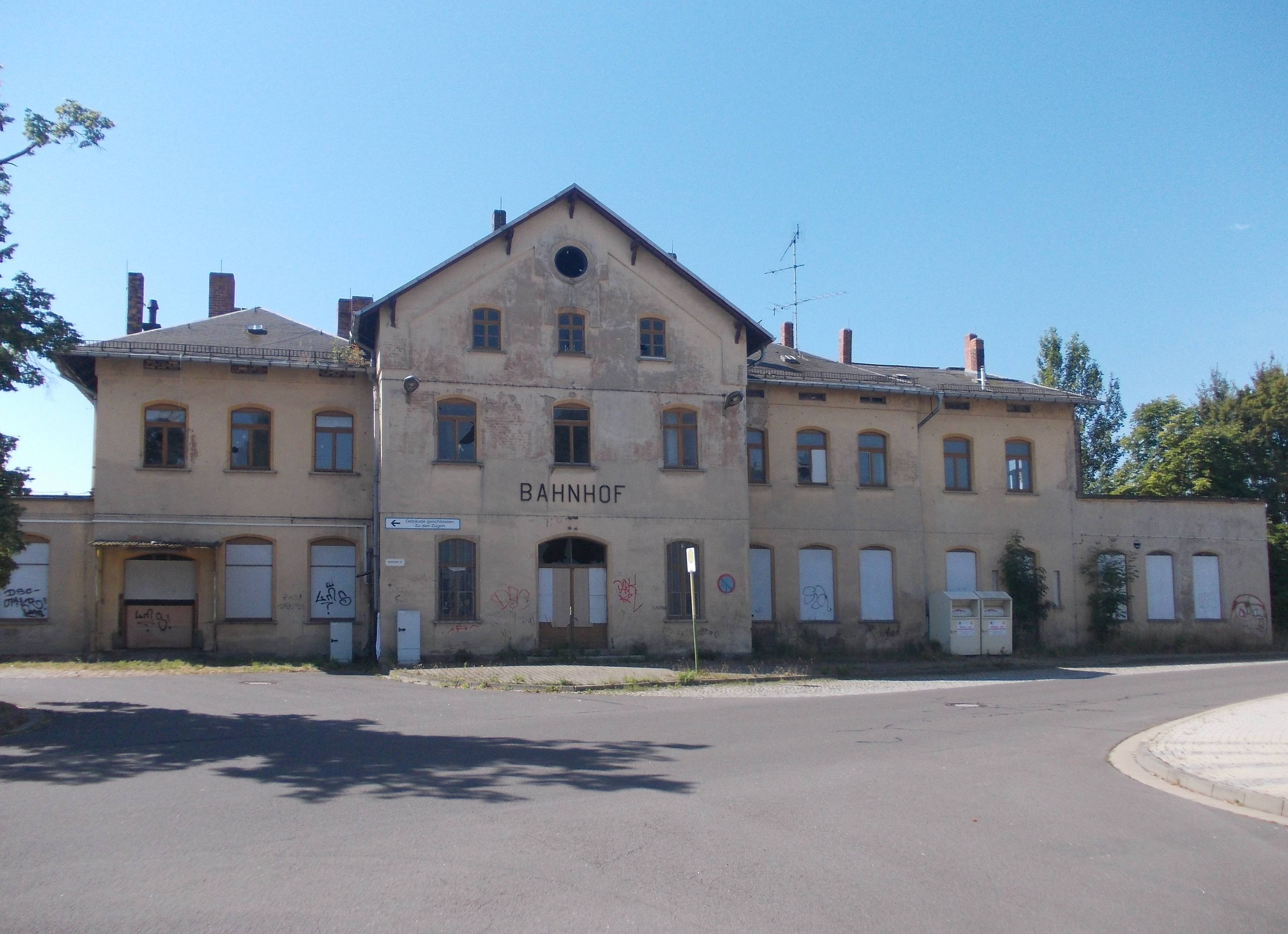
Bahnhof Meuselwitz

Der Bahnhof Meuselwitz wurde am 19. Juni 1872 gemeinsam mit der Bahnstrecke Zeitz–Altenburg eröffnet. Am 7. September 1874 wurde die Bahnstrecke nach Leipzig (Meuselwitz-Gaschwitz) und am 17. Oktober 1887 die Bahnstrecke nach Ronneburg eröffnet. Seit Juni 1942 führte die Bahnstrecke Regis-Breitingen–Meuselwitz durch das nördliche Meuselwitz-Altenburger Braunkohlerevier. Der Bahnhof Meuselwitz trug folgende Namen:
- bis 1929: Meuselwitz
- bis 1953: Meuselwitz (Thür)
- seit 1953: Meuselwitz

Aufgrund des Braunkohleabbaus wurde der Abschnitt Meuselwitz–Großröda der Bahnstrecke Meuselwitz–Ronneburg im Jahr 1965 stillgelegt. Durch den Aufschluss der Tagebaue Zwenkau und Groitzscher Dreieck wurde die Bahnstrecke nach Leipzig in den 1970er Jahren zwischen Lucka und Groitzsch unterbrochen und abgetragen. Danach wurde der verbliebene Streckenabschnitt nach Lucka bis zum 23. Mai 1993 im Güterverkehr betrieben.
Anfang 2004 wurde der Personenverkehr zwischen Altenburg und Zeitz eingestellt. Auf dem Teilstück Zeitz–Meuselwitz verkehrten bis 2013 noch Kohlezüge vom Tagebau Profen zur Versorgung des Kraftwerkes in Mumsdorf und vereinzelte Züge zur Schotterrecyclinganlage Kriebitzsch. Heute werden die Gleisanlagen des Bahnhofes noch zum Abstellen von Wagen durch die INVEHO WBA GmbH (Waggonbau Altenburg) genutzt. Zudem wird die schmalspurige Bahnstrecke Regis-Breitingen–Meuselwitz im Museumsbetrieb befahren.
Der Bahnhof Meuselwitz wurde zum Kulturbahnhof ausgebaut; das stattliche Empfangsgebäude und ein durch die Kohlebahn genutzter Lokschuppen sind bis heute erhalten. Der Bahnshofsteil, in dem die Züge der Bahnstrecke Gaschwitz–Meuselwitz über Groitzsch hielten, wurde im Jahr 2009 durch die Kohlebahn auf eine Spurweite von 900 mm umgespurt.
Großröda ⊙

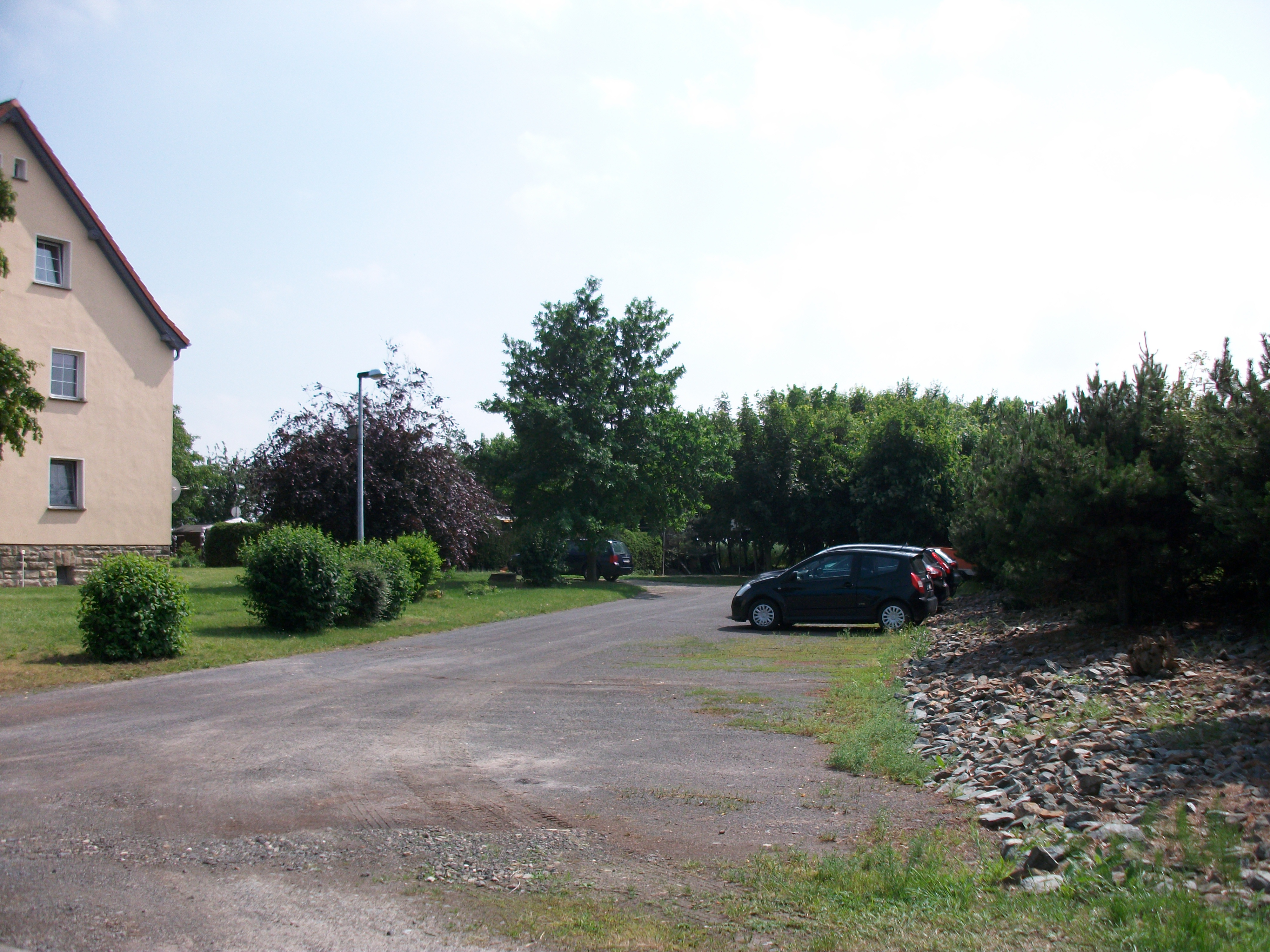
Ehemaliger Standort des Bahnhofs Großröda (2019)

Der Bahnhof Großröda wurde am 17. Oktober 1887 als Haltestelle eröffnet und 1905 zum Bahnhof gewidmet. Das Empfangsgebäude von 1887 wurde in den Jahren 1905 um einen Dienstraum und 1922 um einen Warteraum erweitert. Weiterhin besaß die Station eine Wagenkasten, eine Laderampe, einen Abort und drei Gleise. Das Abstellgleis 4 wurde im Jahr 1900 in Betrieb genommen. 1924 erhielt die Station ein Wohnhaus für vier Familien, welches bis heute am Standort erhalten ist.
Auf Grund eines Braunkohletagebaus wurde die Bahnstrecke zwischen Meuselwitz und Großröda im Frühjahr 1965 unterbrochen. Am 26. September 1971 wurde die Station außer Betrieb genommen. Sie befand sich außerhalb von Großröda im Nordwesten in der Nähe des Eugenschachts. Das Empfangsgebäude wurde abgerissen. Die Stilllegung des Streckenabschnitts Großröda–Großenstein erfolgte am 28. Mai 1972. Bis 1974 wurde er abgebaut.
Starkenberg ⊙

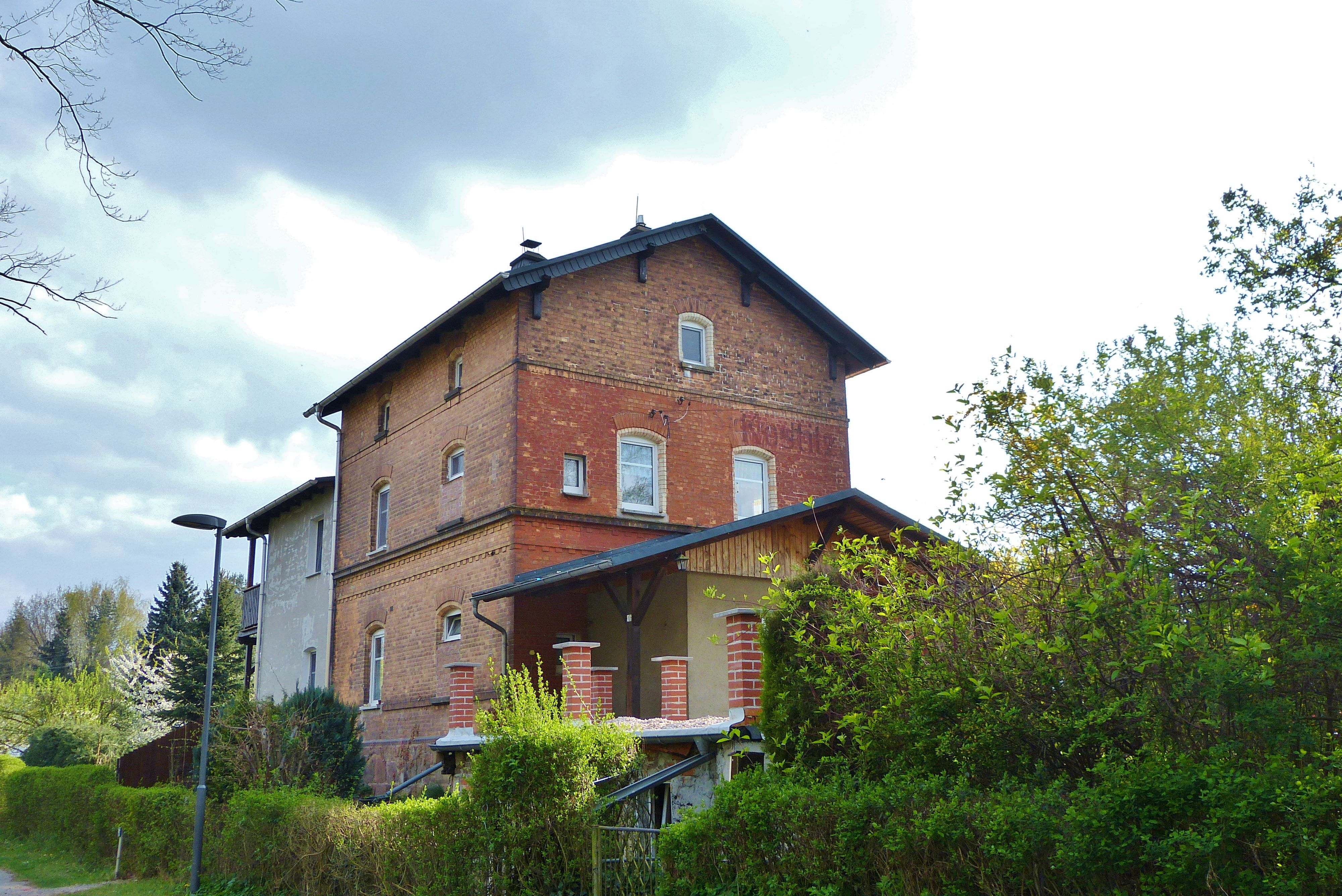
Ehemaliger Haltepunkt Starkenberg in Kostitz, Empfangsgebäude

Der Haltepunkt Starkenberg wurde am 17. Oktober 1887 unter dem Namen Kostitz eröffnet. Nach der 1950 erfolgten Eingemeindung von Kostitz nach Starkenberg trug er ab 1955 den Namen Starkenberg. Das 1887 erbaute Empfangsgebäude ist jetzt ein Wohnhaus mit Gaststätte. Mit der Einstellung des Schienenverkehrs auf dem Abschnitt Großröda–Großenstein wurde die Station am 26. September 1971 außer Betrieb genommen und die Gleise bis 1974 abgebaut.
Kayna ⊙
Der neu errichtete Güterbahnhof Kayna/Sandgrube in Kraasa wurde am 1. Februar 1978 eröffnet. Er ist nicht zu verwechseln mit den Stationen Kayna und Kaynaer Quarzwerke der zwischen 1901 und 1970 betriebenen schmalspurigen Bahnstrecke Gera-Pforten–Wuitz-Mumsdorf, welche sich auf der Flur von Kayna jenseits der damaligen Bezirksgrenze Gera–Halle bzw. heutigen Landesgrenze Thüringen–Sachsen-Anhalt befanden.
Die Anbindung der Sandgrube Kayna beim heute zu Starkenberg gehörigen Ortsteil Kraasa diente dem Abtransport einer großen Menge von Sand, den die SDAG Wismut zum Abbau der Uran-Lagerstätten in Ostthüringen im Versatzabbau benötigte. Dadurch wurde die 1974 abgebaute Bahnstrecke ab Großenstein bis zum Streckenkilometer 9,75 als Werkbahn neu errichtet und ein etwa zwei Kilometer langer Neubau bis zur Sandgrube Kayna angelegt. Bereits am 15. August 1977 wurde das Stellwerk in Betrieb genommen. Der Bahnhof heißt heute Kayna und trägt die Abkürzung DKY.
Dobitschen ⊙

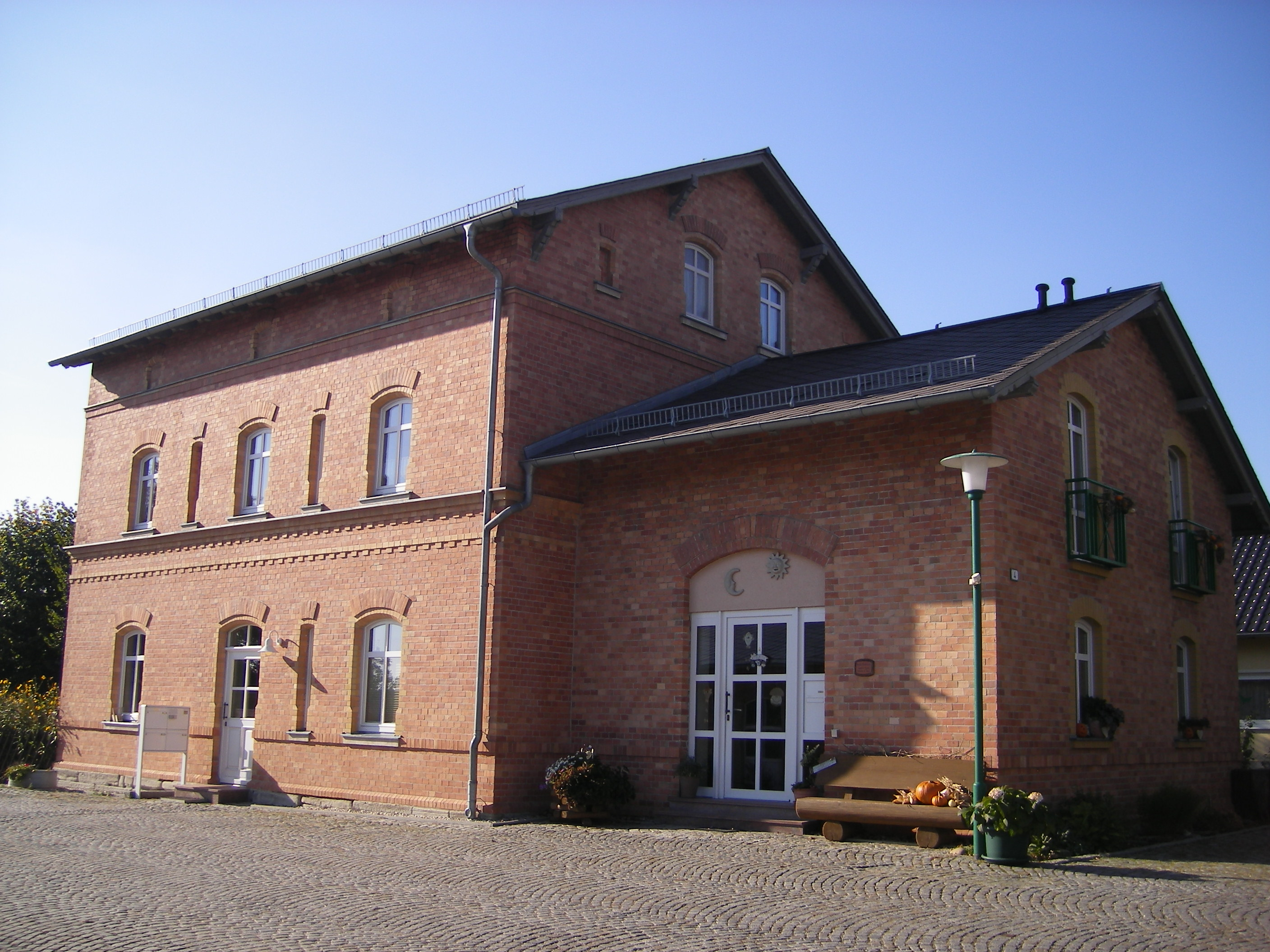
Ehemaliger Bahnhof Dobitschen, Empfangsgebäude

Der Bahnhof Dobitschen wurde am 17. Oktober 1887 als Haltestelle in Betrieb genommen und 1905 zum Bahnhof gewidmet. Er verfügte über ein Empfangsgebäude und ein Wirtschaftsgebäude, die bis heute in saniertem Zustand erhalten sind. Weiterhin besaß die Station einen Güterschuppen und eine Laderampe.
Mit der Einstellung des Schienenverkehrs auf dem Abschnitt Großröda–Großenstein wurde die Station am 28. Mai 1972 außer Betrieb genommen. Die 1974 demontierten Gleise wurden im Zuge des Anschlusses der Sandgrube Kayna im Jahr 1978 wieder verlegt, jedoch blieb die Station Dobitschen geschlossen.
Lumpzig ⊙

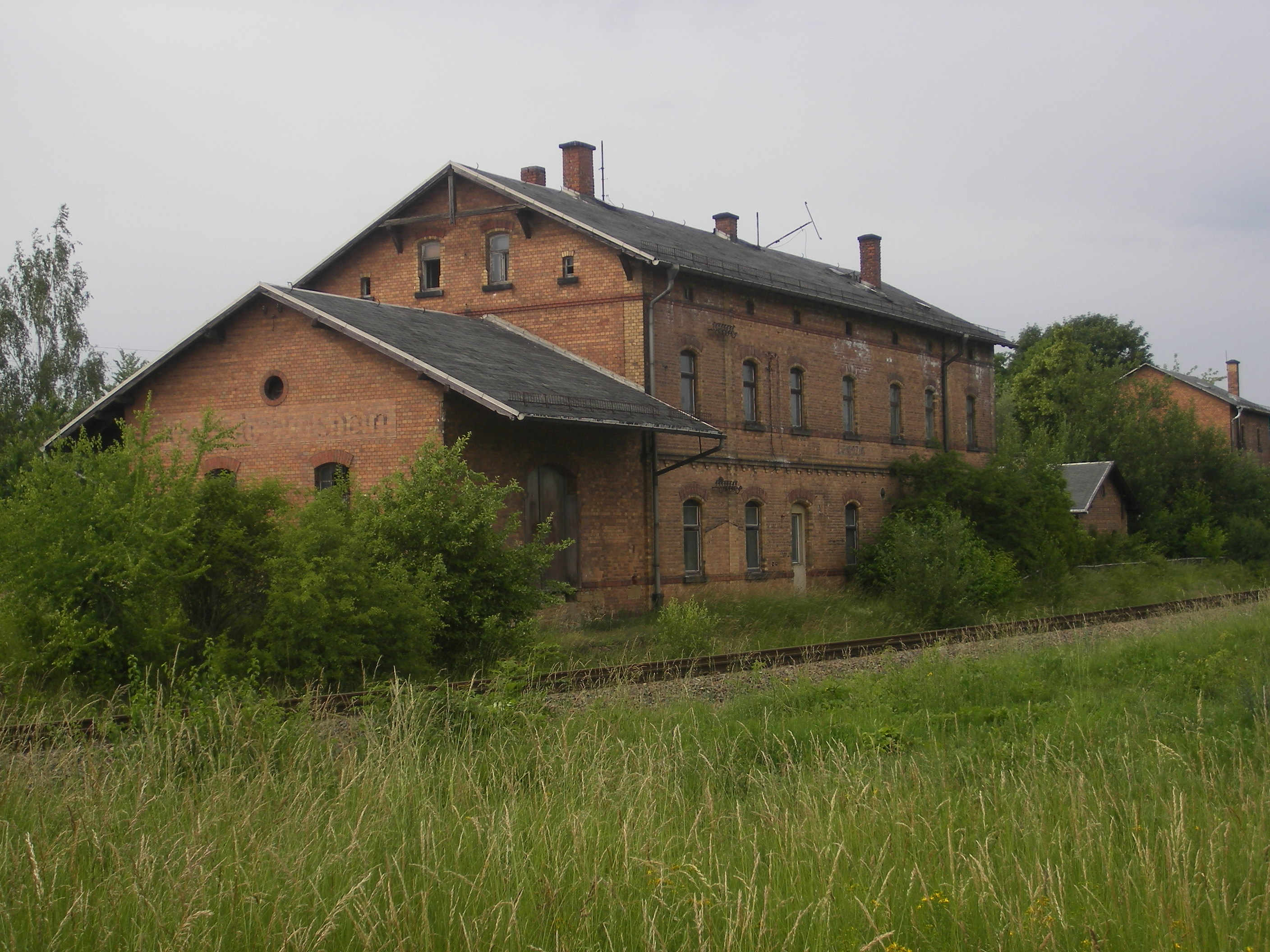
Ehemalige Haltestelle Lumpzig, vormals Großbraunshain, Empfangsgebäude

Die Haltestelle Lumpzig wurde am 17. Oktober 1887 unter dem Namen Großbraunshain in Betrieb genommen, obwohl sie in der Nähe des Orts Hartha liegt. 1905 erfolgte die Widmung zum Bahnhof, jedoch wurde die Station später wieder als Haltestelle geführt. Nach der am 1. Juli 1950 erfolgten Eingemeindung von Großbraunshain nach Lumpzig wurde am 17. Mai 1953 der Stationsname in Lumpzig geändert.
Die Station verfügte über ein Empfangsgebäude, Wirtschaftsgebäude, eine Wasserstation, eine Bahnmeisterei und ein Gebäude der BHG, welche bis in die Gegenwart erhalten sind. Mit der Einstellung des Schienenverkehrs auf dem Abschnitt Großröda–Großenstein wurde die Station am 28. Mai 1972 außer Betrieb genommen. Nach der Neuverlegung der Gleise im Jahr 1974 blieb die Station geschlossen.
Reichstädt ⊙

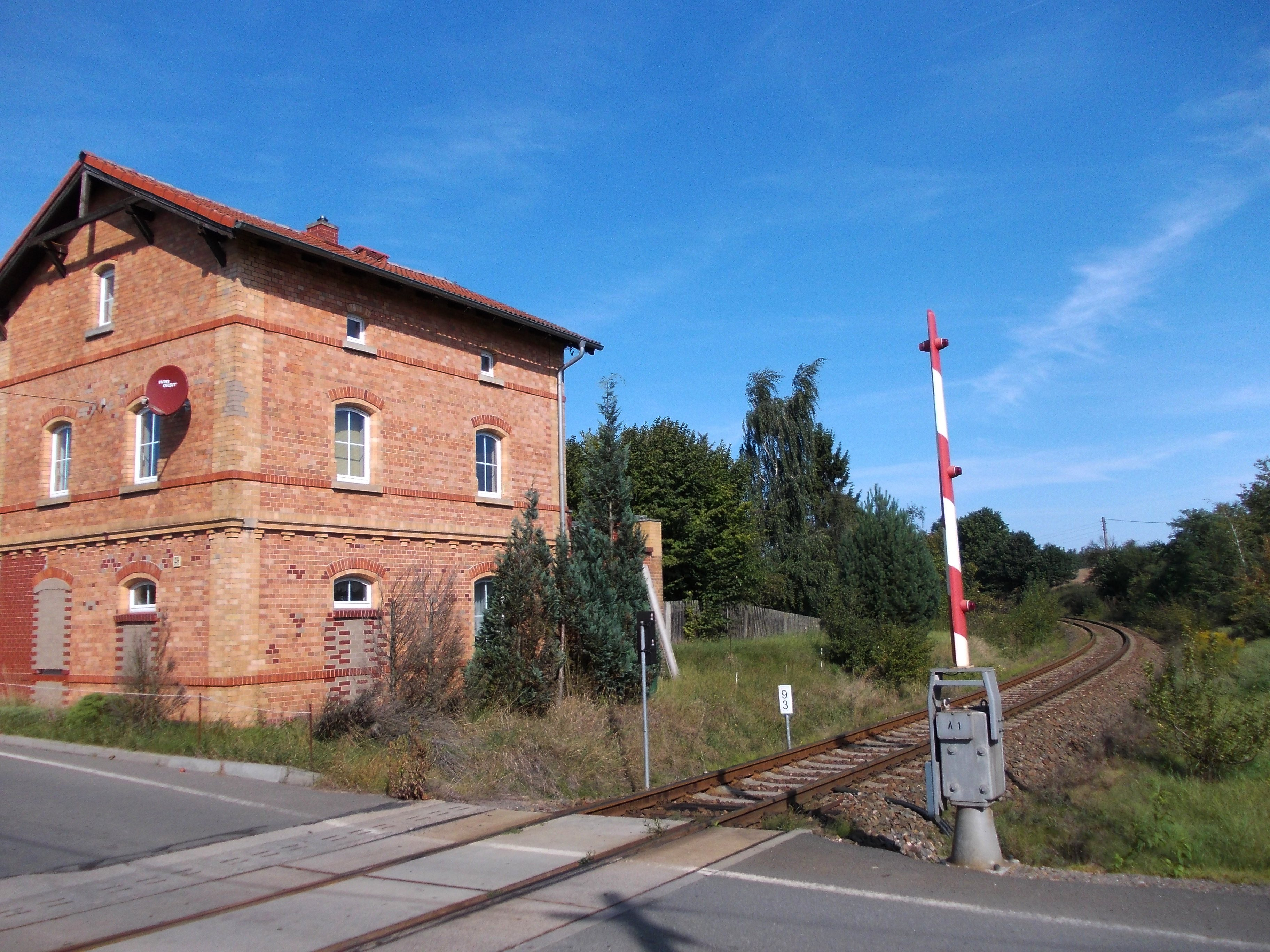
Ehemalige Haltestelle Reichstädt, vormals Frankenau, Empfangsgebäude

Die Haltestelle Reichstädt wurde am 17. Oktober 1887 als Haltestelle Frankenau eröffnet und 1905 zum Bahnhof geweiht. 1933 erfolgte die Herabstufung zur Haltestelle. Die Station trug folgende Namen:
- bis 1906: Frankenau
- bis 1911: Frankenau i. S.-A.
- bis 1922: Frankenau (S.-Altenbg.)
- bis Mai 1953: Frankenau (Thür)
- bis Oktober 1953: Frankenau (Kr Schmölln)
- seit Oktober 1953: Reichstädt (nach der 1950 erfolgten Eingemeindung)

Die Station verfügte über ein Empfangsgebäude, welches heute noch vorhanden ist. Mit der Einstellung des Schienenverkehrs auf dem Abschnitt Großröda–Großenstein wurde die Station am 28. Mai 1972 außer Betrieb genommen. Nach der Neuverlegung der Gleise im Jahr 1974 blieb die Station geschlossen.
Großenstein (Kr Gera) ⊙

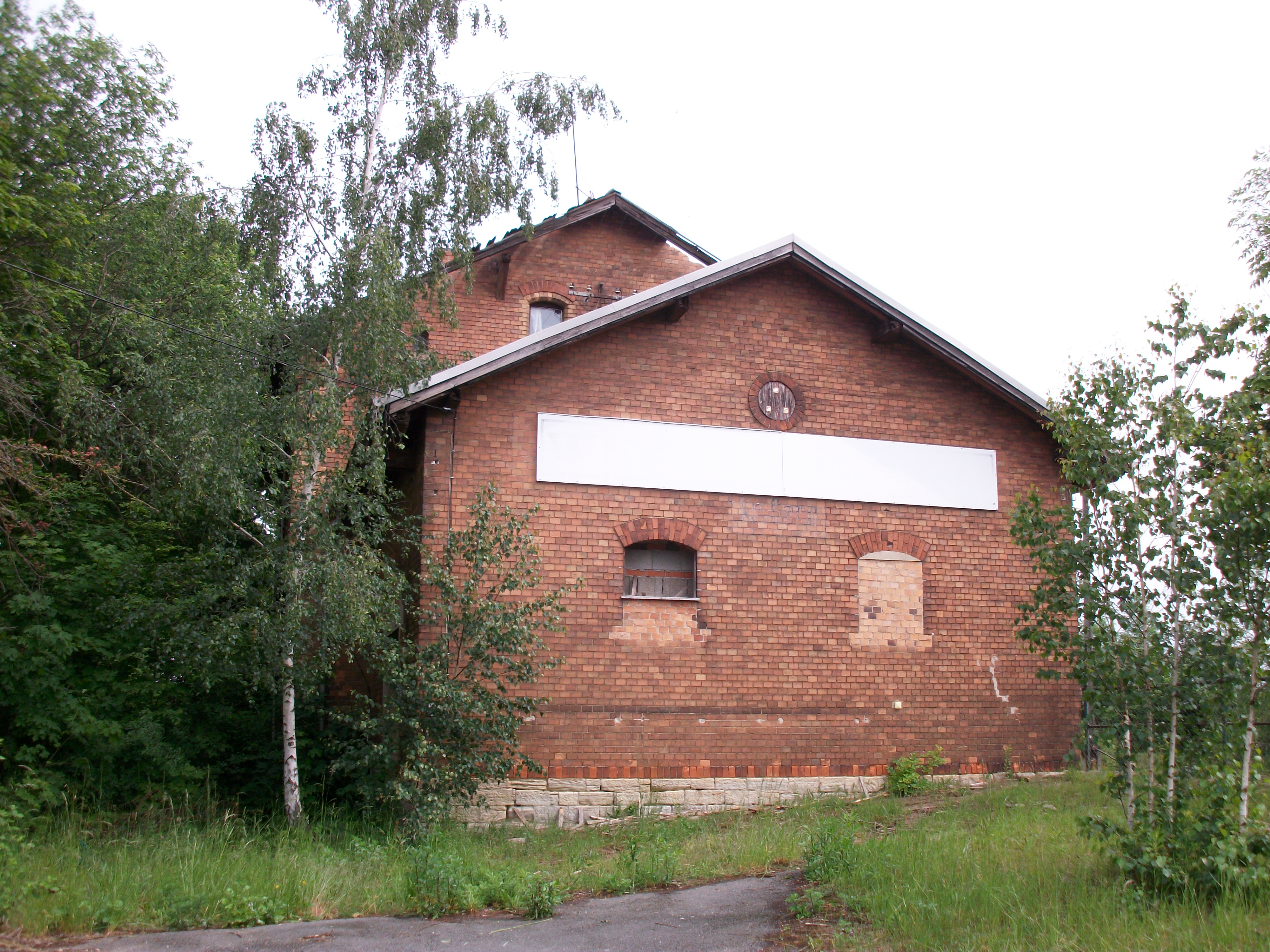
Ehemaliger Bahnhof Großenstein (Kr Gera), Empfangsgebäude

Der Bahnhof Großenstein (Kr Gera) wurde am 17. Oktober 1887 als Haltestelle Großenstein i. S.-A. eröffnet und 1905 zum Bahnhof geweiht. 1911 erfolgte die Umbenennung in Großenstein (S.-Altenbg.) und 1922 in Großenstein (Kr Gera). Neben dem Empfangsgebäude besaß die Station ein Wirtschaftsgebäude, welche beide heute noch vorhanden sind.
Mit der Einstellung des Schienenverkehrs auf dem Abschnitt Großröda–Großenstein wurde die Station am 28. Mai 1972 zum Güterbahnhof gewidmet. Die Gleise in Richtung Meuselwitz wurden daraufhin abgerissen, im Jahr 1974 jedoch zur Erschließung der Sandgrube Kayna ab der nördlichen Ausfahrt von Großenstein bis zum Kilometer 9,75 als Werksbahn neu errichtet. Die Wismut-Werksbahn nahm bereits 1978 zunächst mit provisorischer Betriebstechnik wieder ihren Betrieb auf. Im gleichen Jahr erfolgte die Inbetriebnahme des Stellwerks B1. Bis 1979 wurde der Bahnhof Großenstein neu errichtet. Weiterhin wurde 1979 eine Verbindungskurve aus Richtung Großenstein zum Werkbahnhof Beerwalde errichtet, die einen direkten Sandzugverkehr von Kayna über Beerwalde zum Versatzwerk in Löbichau ermöglichte.
Mit der am 26. Februar 1998 erfolgten offiziellen Stilllegung des von der Deutschen Bahn AG übernommenen Abschnitts Großenstein–Raitzhain durch das Eisenbahn-Bundesamt ging der Güterbahnhof Großenstein am 30. April 1998 außer Betrieb.
Beerwalde (Kr Schmölln) ⊙

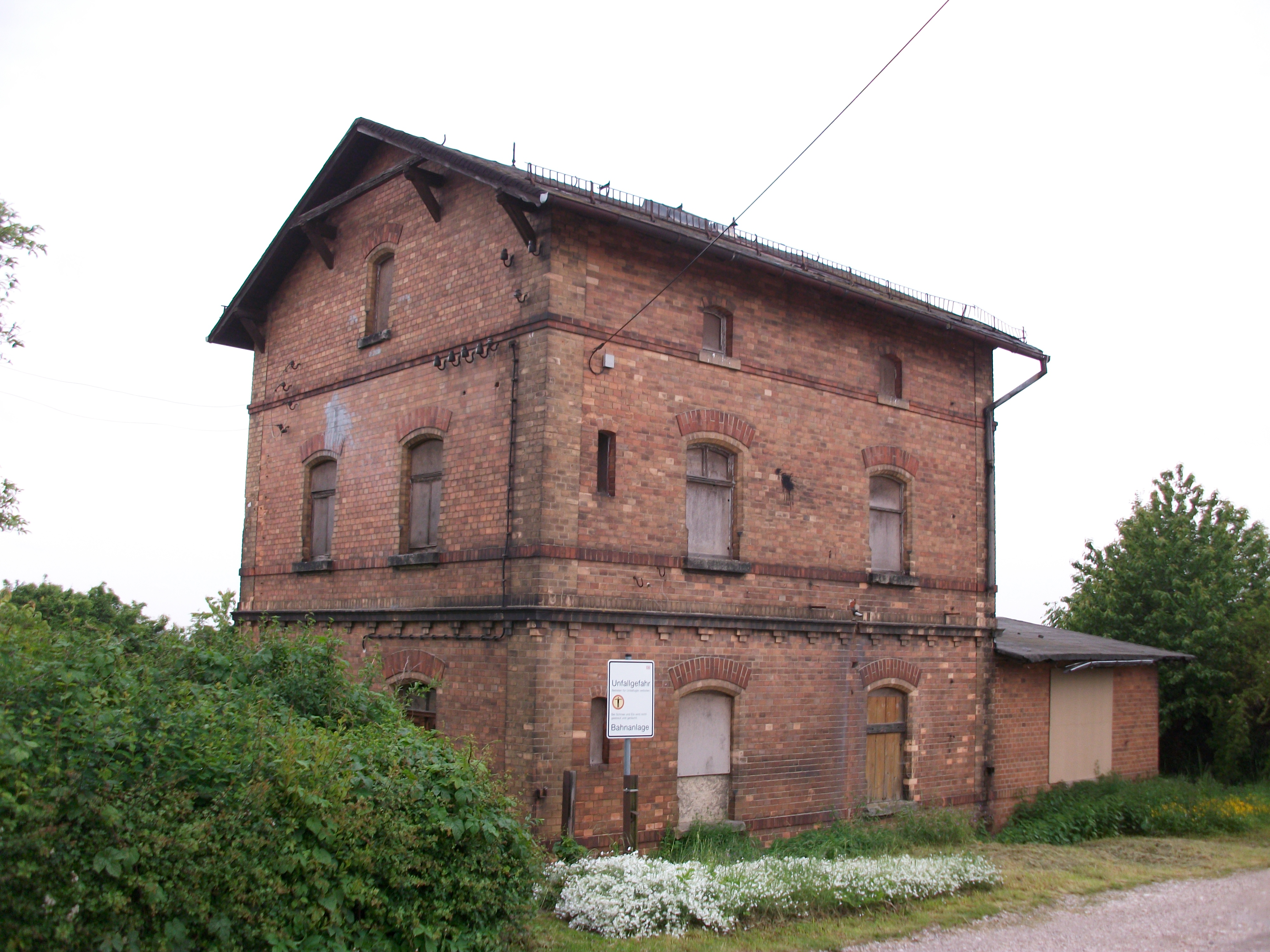
Ehemaliger Bahnhof Beerwalde (Kr Schmölln), Empfangsgebäude (2019)

Die Haltestelle Beerwalde wurde am 17. Oktober 1887 eröffnet und 1905 zum Bahnhof geweiht. Die Station trug folgende Bezeichnungen:
- bis 1911: Beerwalde i. S.-A.
- bis 1922: Beerwalde (S.-Altenbg.)
- bis 1953: Beerwalde (Thür)
- seit 1953: Beerwalde (Kr Schmölln)

Seit 1933 wurde die Station als Haltestelle, später nur noch als Haltepunkt geführt. Die Station verfügte über ein Empfangsgebäude, einen Güterschuppen, eine Gleiswaage und eine Laderampe. Das Empfangsgebäude ist bis heute erhalten. Mit der Einstellung des Personenverkehrs auf der Gesamtstrecke Meuselwitz–Ronneburg wurde die Station im Westen von Beerwalde am 28. Mai 1972 außer Betrieb genommen.
Seit 1975 zweigte an der nördlichen Stationsausfahrt die von der SDAG Wismut errichtete Bahnstrecke Beerwalde–Drosen ab. Kurz hinter dem Abzweig im Nordwesten von Beerwalde war zwischen 1975 und 1997 der Werkbahnhof Beerwalde (Kr Schmölln) Gbf in Betrieb, über den zu Spitzenzeiten dreimal täglich von Montag bis Freitag Schichtarbeiterzüge der Wismut-Werkbahn von und nach Gera Hbf verkehrten. Zwei Hauptsignale der ehemaligen Abzweigstelle Beerwalde sind heute noch als Blocksignale in Betrieb.
Raitzhain ⊙
In Raitzhain wurde ab 1887 die von Norden kommende Bahnstrecke Meuselwitz–Ronneburg in die seit 1865 bestehende Bahnstrecke Gera–Gößnitz eingebunden. Aufgrund eines Braunkohletagebaus zwischen Großröda und Meuselwitz wurde die von Meuselwitz kommende Bahnstrecke im Jahr 1965 unterbrochen und 1972 zwischen Meuselwitz und Großenstein stillgelegt.
Durch den Uran-Abbau der SDAG Wismut im Raum Ronneburg setzte in den 1970er Jahren ein Schichtverkehr zwischen dem Werkbahnhof der SDAG Wismut in Beerwalde am verbliebenen Reststück der Bahnstrecke Meuselwitz–Ronneburg von und nach Gera ein. Ebenfalls Rahmen des Uran-Bergbaus im Raum Ronneburg wurde bereits am 24. April 1968 der Abschnitt Schmirchau–Raitzhain–Paitzdorf der südlich der Bahnstrecke Gößnitz–Gera verlaufenden Bahnstrecke Seelingstädt–Paitzdorf eröffnet und am Abzw Raitzhain mit den Bahnstrecken Gößnitz–Gera und dem Reststück der Bahnstrecke Meuselwitz–Ronneburg (Abschnitt Beerwalde–Ronneburg) verbunden. Auf diesem verkehrten zunächst nur Güterzüge.
Im Jahr 1972 wurde die Personenverkehrsanlage und das neue Stellwerk in Raitzhain eröffnet. Der Personenbahnhof Raitzhain wurde dadurch zum Umstiegsbahnhof der Schichtarbeiter der Wismut-Werkbahn zwischen den Zügen der Relationen Beerwalde–Gera und Altenburg–Schmirchau.:30, 36 Mit Fertigstellung eines zweiten Personenbahnsteigs in Schmirchau 1973 konnten auch direkte Schichtarbeiterzüge von und nach Gera fahren, wobei diese Züge durch den Richtungswechsel in Raitzhain als „Sandwichzug“ mit zwei Lokomotiven gefahren wurden.
Der Bahnhof Raitzhain war ein reiner Betriebsbahnhof der Wismut-Werkbahn und wurde im Zuge der Liquidierung der Wismut AG nach 1990 zu einer Abzweigstelle zurückgebaut. Zum 1. März 2014 wurde der Bahnbetrieb der Wismut GmbH, der Ende 2014 eingestellt werden sollte, einschließlich Personal und Fahrzeuge an die Starkenberger Baustoffwerke GmbH (SBW) verkauft, die die Anschlussbahn weiterbetreibt. Ausgehend vom Sandtagebau in Kayna werden Sandzüge über Raitzhain nach Schmirchau und Seelingstädt sowie zunehmend zu anderen Großbaustellen in Deutschland gefahren.
Ronneburg (Thür) ⊙

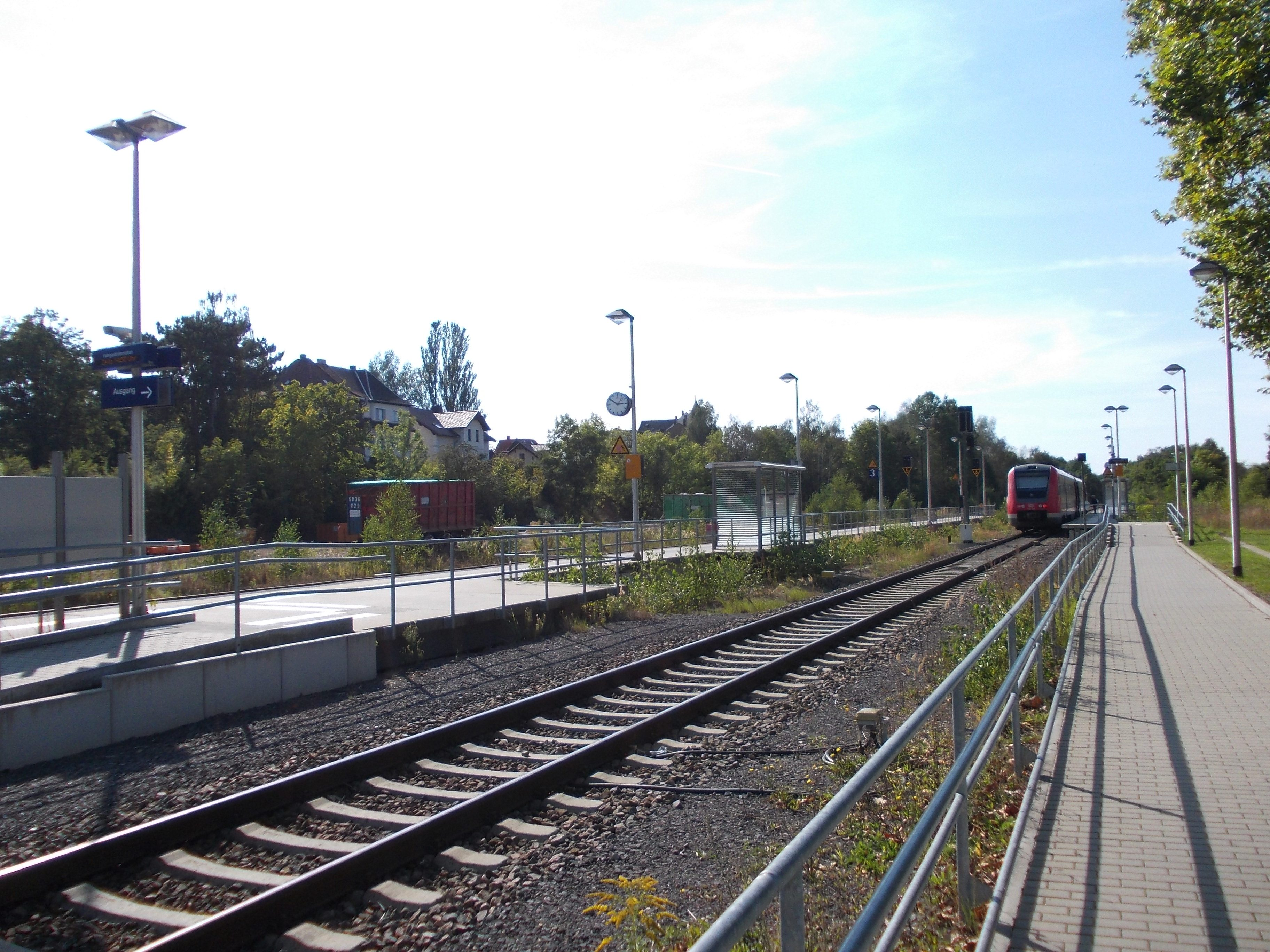
Bahnhof Ronneburg (Thür) nach Abriss des Empfangsgebäudes

Der Bahnhof Ronneburg (Thür) wurde am 28. Dezember 1865 unter dem Namen Ronneburg an der Bahnstrecke Gößnitz–Gera eröffnet. Ab 1887 war die Station zusätzlich der Endpunkt der Bahnstrecke von Meuselwitz, die nach 1972 für den öffentlichen Schienenverkehr stillgelegt wurde und danach auf einen Teilabschnitt bis 1990 dem Schichtverkehr Wismut-Werkbahn im Ronneburger Uranbergbaugebiet diente. Nach 1990 wurde diese Strecke von der Wismut GmbH und seit 2014 von der Starkenberger Baustoffwerke GmbH (SBW) betrieben.
Die Station trug bisher folgende Namen:
- bis 1914: Ronneburg
- bis 1922: Ronneburg (S.-Altenbg.)
- seit 1922: Ronneburg (Thür)

Die Station verfügte u. a. über ein Empfangsgebäude, eine Lokschuppen und mehrere Güterschuppen. 1887 und 1897 wurden die Stellwerke in Betrieb genommen. 1895 erfolgte der Abriss der Wasserstation und 1935 wurde der Lokbahnhof aufgelöst. Im Jahr 2007 wurden das Empfangs- und das Wirtschaftsgebäude abgerissen. Der Lokschuppen ist noch vorhanden. Die Station verfügt momentan über drei Gleise.

## Fahrzeugeinsatz
Typisch für den Sandzugverkehr war lange Zeit der Einsatz der Baureihe V 200, von der die Wismut-Werkbahn mehrere eigene Exemplare besaß. Der Schichtarbeiterverkehr von und nach Beerwalde (ab 1984 Drosen) wurde von der Deutschen Reichsbahn mit der Baureihe 118 in Verbindung mit Doppelstock-Gliederzügen und in den 1980er Jahren dann mit einzelnen Doppelstockwagen durchgeführt. Seit 1997 setzt die Wismut-Werkbahn für den Sandzugverkehr als V 300 bezeichnete und grün-weiß lackierte sechsachsige Lokomotiven der Baureihe 232 ein.